# (493480) 2014 YZ49
(493480) 2014 YZ49 ist ein großes transneptunisches Objekt im Kuipergürtel, das bahndynamisch als erweitertes Scattered Disk Object (DO) oder als Cubewano (CKBO) eingestuft wird. Aufgrund seiner Größe gehört der Asteroid möglicherweise zu den Zwergplanetenkandidaten.

## Entdeckung
2014 YZ49 wurde am 29. Dezember 2014 von einem Astronomenteam, bestehend aus B. Gibson, T. Goggia, N. Primak, A. Schultz und M. Willman, im Rahmen des Pan-STARRS–Projekts mit dem 1,8–m–Ritchey Chretien–Teleskop (PS1) am Haleakalā-Observatorium (Maui) entdeckt. Die Entdeckung wurde am 16. Juli 2016 bekanntgegeben, der Planetoid erhielt später von der IAU die Kleinplaneten-Nummer 493480.
Nach seiner Entdeckung ließ sich 2014 YZ49 auf Fotos bis zum 25. Dezember 2003, die im Rahmen des Sloan Digital Sky Survey–Programmes (SDSS) am Apache-Point-Observatorium (New Mexico) gemacht wurden, zurückgehend identifizieren und so seinen Beobachtungszeitraum um zehn Jahre verlängern, um so seine Umlaufbahn genauer zu berechnen. Seither wurde der Planetoid durch verschiedene erdbasierte Teleskope beobachtet. Im Mai 2017 lagen insgesamt 108 Beobachtungen über einen Zeitraum von 14 Jahren vor. Die bisher letzte Beobachtung wurde im April 2017 am Purple Mountain-Observatorium (Volksrepublik China) durchgeführt. (Stand 17. März 2019)

## Eigenschaften

### Umlaufbahn
2014 YZ49 umkreist die Sonne in 255,77 Jahren auf einer fast kreisförmigen Umlaufbahn zwischen 39,50 AE und 41,08 AE Abstand zu deren Zentrum. Die Bahnexzentrizität beträgt 0,020, die Bahn ist 17,20° gegenüber der Ekliptik geneigt. Derzeit ist der Planetoid 39,51 AE von der Sonne entfernt. Das Perihel durchläuft er das nächste Mal 2021, der letzte Periheldurchlauf dürfte also im Jahre 1765 erfolgt sein.
Marc Buie (DES) klassifiziert den Planetoiden als erweitertes SDO (ESDO bzw. DO), während vom Minor Planet Center keine spezifische Einstufung existiert; letzteres ordnet ihn als Nicht–SDO und allgemein als «Distant Object» ein. Das Johnston’s Archive führt ihn dagegen als Cubewano auf, wobei er zu den bahndynamisch «heißen» klassischen KBO gehören würde.

### Größe
Derzeit wird von einem Durchmesser von 358 km ausgegangen, basierend auf einem Rückstrahlvermögen von 8 % und einer absoluten Helligkeit von 5,7 m. Ausgehend von diesem Durchmesser ergibt sich eine Gesamtoberfläche von etwa 403.000 km2. Die scheinbare Helligkeit von 2014 YZ49 beträgt 21,29 m.
Da es denkbar ist, dass sich 2014 YZ49 aufgrund seiner Größe im hydrostatischen Gleichgewicht befindet und somit weitgehend rund sein könnte, erfüllt er möglicherweise die Kriterien für eine Einstufung als Zwergplanet. Mike Brown geht davon aus, dass es sich bei 2014 YZ49 um vielleicht einen Zwergplaneten handelt.
| Jahr                                         | Abmessungen km | Quelle   |
| -------------------------------------------- | -------------- | -------- |
| 2018                                         | 386,0          | Johnston |
| 2018                                         | 358,0          | Brown    |
| Die präziseste Bestimmung ist fett markiert. |                |          |